# Het zesde paleis
Het zesde paleis is een sciencefiction en religieus verhaal geschreven door de Amerikaanse schrijver Robert Silverberg. Hij schreef het verhaal in 1965 voor het blad Galaxy en het werd in 1973 opgenomen in de bundel Deep space. Deep space verscheen in 1980 onder de titel Het verre Centaurus in de serie Bruna SF. Het zesde paleis verwijst naar mythologie binnen het Jodendom. Het zesde paleis werd bewaakt door een portier, die iedereen die het niet verdiende daar te zijn doodde.

## Verhaal
Er is een schat gevonden op een van de planeten rondom de zon Valzar. De planeet is onaanzienlijk klein. De schat is in vergelijking tot de planeet groot en begerenswaardig. Tientallen wezens hebben al geprobeerd toegang te krijgen tot de poorten tot de schat. Het is daarbij niet bekend of iemand ooit toegang heeft gekregen. Voorwaarde tot het toegang krijgen is het “goed”  beantwoorden van een aantal vragen van een robuuste robot. Als je de vragen verkeerd beantwoordt steekt de robot je dood en verga je ter plekke tot stof.       
Tussen allerlei skeletten proberen Lipescu en Bolzano de schat te bemachtigen. Lipescu gaat gewapend met een computer de vragen van de robot te lijf. Hij weet alle vragen goed te beantwoorden. Nadat hij ook een vraag over de stelling van Pythagoras compleet heeft beantwoord wordt hij toch gedood. Bolzano gaat ongewapend de robot te lijf. Hij beantwoordt de vragen met compleet afwijkende antwoorden, die niets met de vraagstelling te maken hebben. Tot zijn verbazing wordt hij toegelaten. Hij mag zijn schat uitkiezen en stapt daarmee naar buiten. Bij het verlaten van de schatkamer stelt de robot een laatste vraag: Waarom heb je die genomen? Bolzano antwoordt: Omdat ik ze wil hebben. Deze reactie is een direct antwoord op een vraag. Ook Bolzano wordt even later toegevoegd aan de doden.      